# الکساندرا رید
الکساندرا رِید وارلی (انگلیسی: Alexandra Reid Varley؛ زادهٔ ۵ مارس ۱۹۸۹) که به‌طور حرفه‌ای با نام الکس رید (Alex Reid) شناخته می‌شود، خواننده و رپر آمریکایی است. او عضو سابق گروه دخترانه اهل کره جنوبی، بی‌پی رانیا است و اولین آیدل آفریقایی آمریکایی در صنعت موسیقی کره جنوبی به‌شمار می‌آید.

## اوایل زندگی
الکساندرا رید وارلی زادهٔ ۵ مارس ۱۹۸۸ در کانزاس‌سیتی، کانزاس، ایالات متحده آمریکا است. او در کودکی به پلینو، تگزاس نقل مکان کرد و به عنوان مدل در صحنه مد دالاس مشغول به کار شد. رید دارای‌تبار سوئدی، آفریقایی آمریکایی و مجارستانی است.